# 攞命舞
《攞命舞》（英語：They Shoot Horses, Don't They?）是一部1969年的美國劇情片，由薛尼·波勒執導，珍·芳達及米高·沙拉辛等主演。電影改編自何芮斯·麥考伊1935年的同名小說，以大蕭條時期的美國為背景，描述一個跳舞比賽中的一班參賽者明爭暗鬥的經過。
電影在第42屆奧斯卡金像獎上獲9項提名，最後卻只贏得最佳男配角獎。

## 演員表
- 珍·芳達 飾 Gloria Beatty
- 米高·沙拉辛 飾 Robert Syverton
- 苏珊娜·约克 飾 Alice LeBlanc
- 吉·楊 飾 Rocky
- 列·畢頓 飾 Harry Kline
- Bonnie Bedelia 飾 Ruby
- 布鲁斯·邓恩 飾 James
- Robert Fields 飾 Joel Girard
- Michael Conrad 飾 Rollo
- Al Lewis 飾 Turkey
- Madge Kennedy 飾 Mrs. Laydon

## 提名及獲獎
第42屆奧斯卡金像獎
- 獲獎：最佳男配角獎
- 提名：最佳導演獎（薛尼·波勒）、最佳女主角獎（珍·芳達）、最佳女配角獎（蘇珊娜·玉）、最佳改編劇本獎、最佳配樂獎、最佳美術指導獎（Harry Horner、Frank McKelvy）、最佳服裝設計獎、最佳剪接獎

金球獎
- 金球獎最佳戲劇類影片（提名）
- 金球獎最佳導演（提名）
- 金球奖剧情类电影最佳女主角（珍·芳達，提名）
- 金球獎最佳電影女配角（约克，提名）
- 金球獎最佳電影男配角（吉·楊，獲獎；列·畢頓，提名）

BAFTA
- 英國電影學院獎最佳女主角 (珍·芳達，提名)
- 英國電影學院獎最佳女配角 (约克，獲獎)
- 英國電影學院獎最佳男配角 (吉·楊，提名)
- 英國電影學院獎最佳改編劇本 (提名)
- 英國電影學院獎最佳新人 (沙拉辛, 提名)

Other awards
- New York Film Critics Circle Award for Best Actress (Fonda, 獲獎)
- Directors Guild of America Award for Outstanding Directorial Achievement in Motion Pictures (提名)
- Writers Guild of America Award for Best Drama Adapted from Another Medium (提名)
- National Board of Review Award for Best Film (獲獎)

## 外部連結
- 互联网电影数据库（IMDb）上《攞命舞》的资料（英文）